# Próchnowo, Tỉnh West Pomeranian
Próchnowo [pruxˈnɔvɔ] là một ngôi làng ở quận hành chính của Gmina Miroslawiec, trong walcz County, Zachodniopomorskie, ở tây bắc Ba Lan. Nó nằm khoảng 11 kilômét (7 mi)   phía đông Mirosławiec, 16 km (10 mi) về phía tây của Wałcz và 111 km (69 mi) về phía đông của thủ đô khu vực Szczecin.
Trước năm 1945, khu vực này là một phần của Đức. Đối với lịch sử của khu vực, xem Lịch sử của Pomerania.
Ngôi làng có dân số 210 người.